# Крук гавайський
Крук гавайський (Corvus hawaiiensis) — вид горобцеподібних птахів роду Крук (Corvus) родини Воронові (Corvidae).

## Поширення та чисельність
Вид був поширений історично на Гавайських островах (США). Колись населяв від сухого до вологого лісу і рідколісся, але пізніше став обмежуватися високогірним лісом до 2500 м. Вид постраждав від масштабної зміни середовища проживання, зокрема скорочення підліску в результаті діяльності диких копитних, лісозаготівлі, сільського господарства і втрати запилювачів. Вплив відстрілу, напевно, був істотним. Наприкінці 19 століття, вид піддавався переслідуванням як шкідник. У 1973 році гавайського крука було взято під охорону. У 1996 році залишилось тільки 14 особин в дикій природі, у 1999 році — тільки три. 2002 зникли два останні птахи у Гавайському національному заповіднику. З 1970-х років, гавайського крука також розводять у неволі. В даний час, 56 птахів живуть на двох племінних станціях (станом на 2009 р.). У жовтні 2016 року вчені повідомили про намір випустили у природу 6 молодих гавайських круків з метою відновлення природної популяції.

## Опис
Цей птах досягає довжини 48—50 сантиметрів. Тіло кольору сажі. Тільки крила дещо блідіші. Очі карі. Молоді птахи мають блакитні очі. Обидві статі й різного віку птахи схожі зовні, але самці трохи більші, ніж самиці.

## Спосіб життя
На мові гавайців птах називається алала, що означає «наче крик малої тварини». Насправді крик цього птаха нагадує плач маленької дитини.
Вид всеїдний, але в першу чергу вживав у їжу плоди аборигенних рослин, що зростали у підліску. Також споживав фрукти і ягоди, яйця, молодих птахів, комах і падло. 

### Розмноження
Розмноження відбувається з березня по липень. Будівництво гнізд зазвичай починається в березні і перші кладки відбуваються у квітні. Цей вид виробляє широкий спектр звуків, включаючи повторюване 'керрук, керрук' і гучне 'кра: ік' в польоті. Громіздкі гнізда зроблені з палиць з лотком з м'якої трави всередині, як правило, розташовані на великих деревах. Гнізда можуть містити від одного до п'яти яєць.